# CPNE4
CPNE4‏ (Copine 4) هوَ بروتين يُشَفر بواسطة جين CPNE4 في الإنسان.